# Holly Springs (Georgia)
Holly Springs es una ciudad situada en el condado de Cherokee, Georgia, Estados Unidos. Tiene una población estimada, a mediados de 2022, de 18 739 habitantes.
En 2023 fue elegida por el sitio web SafeWise como la ciudad más segura de Georgia.

## Geografía
Según la Oficina del Censo, la localidad tiene una superficie total de 19.02 km², de los cuales 18.76 km² corresponden a tierra firme y 0.26 km² están cubiertos de agua.

## Demografía

### Censo de 2020
Según el censo de 2020, en ese momento la ciudad tenía una población de 16 213 habitantes.
| Raza                   | Núm.   | Porc.  |
| ---------------------- | ------ | ------ |
| Blancos                | 12 509 | 77.15% |
| Afroamericanos         | 1186   | 7.32%  |
| Amerindios             | 82     | 0.51%  |
| Asiáticos              | 423    | 2.61%  |
| Isleños del Pacífico   | 3      | 0.02%  |
| De otras razas         | 504    | 3.11%  |
| De una mezcla de razas | 1506   | 9.29%  |

Del total de la población, el 9.79% eran hispanos o latinos de cualquier raza.

### Estimación 2018-2022
De acuerdo con la estimación 2018-2022 de la Oficina del Censo, los ingresos medios de los hogares son de $108,332 y los ingresos medios de las familias son de $114,868. Los ingresos per cápita en los últimos doce meses, medidos en dólares de 2022, son de $39,935.Alrededor del 4.0% de la población está por debajo de la línea de pobreza.